# 林友树
林友樹（日語：林 ゆうき，1980年12月31日—），日本作曲家、編曲家。出生於京都府。本所屬Legendoor事務所，2021年10月底契約到期後轉至個人成立之公司林製作所。妻子為演員相馬繪美。
高中及大學時代是男子新體操選手。普遍來說，新體操的樂曲是配合體操的動作，再找人進行編曲。多年來，礙於製作預算有限、無法傳達完整的感覺以及編曲人等諸多原因，促使林開始嘗試自行為新體操編曲。當時他把做好的曲子，以一首5000日圓的價錢賣給學弟妹們作為外快，卻意外地受到好評。在編曲的期間也逐漸有了「如何才能創作出這樣風格的曲子？」的想法，同時對音樂的世界產生興趣，於是存錢購買較正式的器材，並且向熟悉該領域的人討教。大學畢業後經由老師介紹，成為知名DJ小林秀雄的弟子，學習基本的音樂製作，成為真正的音樂製作人。但只過了半年，小林就為追求更好的成就而去了舊金山。
在2009年受到澤野弘之邀請參與日劇三角迷蹤的配樂製作。

## 人物介紹
- 喜歡的成句是：「ご飯おかわり自由。」[1]與「人生でごはんを食べられる回数は決まっている、妥協せずに美味いものを食え！」[2]
- 最得意的三首電視劇作品分別是三角迷蹤的〈guardian dance〉、教我愛的一切的〈Prelude〉及草莓之夜的〈Sleeping Beauty〉[3]
- 最得意的三首動畫作品分別是排球少年的〈神業速攻〉和鋼彈創戰者系列的〈紅色彗星～通常的佛朗明哥的3倍熱情～〉跟〈ところがぎっちょん!〉。電影的話是神的病歷簿2的〈星空〉[2]
- 在還沒接觸作編曲這方面之前，讓林印象深刻的作曲家是吉俣良
- 在小時候其實對音樂沒什麼特別的興趣，要說喜歡的話不如說是討厭，小學時放學後還被留下來吹直笛
- 心智年齡在國中二年級就停止成長了[2]
- 爺爺為可對獎之新年賀卡發起人林正治，伯父為汽車公司童夢創辦人林みのる

## 出道詳情
在編曲的期間知道了澤野弘之，因為澤野的曲子常被用在新體操編曲、也非常適合，所以自己也偶爾會上澤野的官網看看。當時，他把自己用自己作的曲子跳新體操的影片寄給了澤野，不久之後澤野就給了他回覆，並透過這個機會把那時的事務所介紹給他。
在這之後，林試作了三角迷蹤中〈cocoon〉這首曲子。試聽曲發送過去後得到了正面的回應，〈cocoon〉不僅被選作為三角迷蹤的主旋律、林更被邀請一同創作劇中的音樂。林在訪談中說到，第一次聽到自己的曲子以交響樂的方式播放出來時的那種震撼及感動，至今仍無法忘懷。

## 主要作品

### 電視劇
- 2009

- 三角迷蹤（トライアングル）※共同配樂：澤野弘之
- BOSS女王（BOSS）
- 嬢王 Virgin

- 2010

- 左眼偵探EYE特別篇（左目探偵EYE スペシャル）
- 左眼偵探EYE（左目探偵EYE）
- 絕對零度（絶対零度）
- 體操男孩（タンブリング） - 新體操伴奏曲制作
- Perfect Report
- 草莓之夜特別篇

- 2011

- 教我愛的一切（大切なことはすべて君が教えてくれた）
- BOSS女王2（BOSS 2ndシーズン）
- 絕對零度（絶対零度～特殊犯罪潜入捜査～）
- 明日香高工進行曲（アスコーマーチ!）
- Last Money（ラストマネー -愛の値段-）
- 最強名醫（DOCTORS〜最強の名医〜）

- 2012

- 草莓之夜（ストロベリーナイト）
- Legal High（リーガル・ハイ）
- RICH MAN, POOR WOMAN（リッチマン、プアウーマン）

- 2013

- 草莓之夜：午夜居酒屋（ストロベリーミッドナイト）
- 草莓之夜：無形雨之後（ストロベリーナイト アフター・ザ・インビジブルレイン）
- Rich Man,Poor Woman 特別篇（リッチマン、プアウーマン スペシャル）
- LEGAL HIGH 特別篇（リーガル・ハイ スペシャル）
- 最強名醫SP（DOCTORS～最強の名医～スペシャル）
- 最強名醫2（DOCTORS 2 最強の名医）
- LEGAL HIGH 2（リーガル・ハイ2）

- 2014

- 女王偵訊室（緊急取調室）
- 吉原裏同心
- 家族狩獵（家族狩り）※共同配樂：橘麻美
- LEGAL HIGH 特別篇2

- 2015

- 限界集落株式會社
- 最強名醫3（DOCTORS 3～最強の名医～）
- 天使と悪魔～未解決事件匿名交渉課～
- 阿淺來了
- 風險之神

- 2016

- 吉原裏同心〜新春吉原の大火〜
- FRAGILE（フラジャイル）※共同配樂：橘麻美
- 王牌大冤家（グッドパートナー 無敵の弁護士）

- 2017

- 謊言戰爭（嘘の戦争）※共同配樂：橘麻美
- 真命天菜（ボク、運命の人です）
- 即使愛，也有秘密。（愛してたって、秘密はある。）※共同配樂：橘麻美
- 植木等與熱衷的博多人（植木等とのぼせもん）
- 現在開始威脅你（今からあなたを脅迫します）

- 2018

- 最強名醫新春特別篇2018（DOCTORS～最強の名医～新春スペシャル）
- OH MY JUMP！～少年JUMP救地球～（オー・マイ・ジャンプ～少年ジャンプが地球を救う～）
- Signal 長期未解決事件搜查班（シグナル～長期未解決事件捜査班～）※共同配樂：橘麻美
- 不発弾（不発弾～ブラックマネーを操る男～）

- 2019

- 家康、建設江戶（家康、江戸を建てる）
- 盤上的Alpha（盤上のアルファ～約束の将棋～）
- 絕叫（絶叫）
- 鏡像孿生（ミラー・ツインズ）
- 女王偵訊室3（緊急取調室3）
- 輪到你了（あなたの番です）※共同配樂：橘麻美
- 虛假的共犯（歪んだ波紋）
- 黃磚 ～騙法蘭克·洛伊·萊特的男人～（黄色い煉瓦〜フランク・ロイド・ライトを騙した男〜）

- 2020

- 10的祕密（10の秘密）※共同配樂：橘麻美

- 2021

- 影響（インフルエンス）※共同配樂：奧野大樹、菅野みづき

- 2022

- 真凶標籤（真犯人フラグ）※共同配樂：橘麻美
- 邁向未來的倒數10秒（未来への10カウント）
- 新·信長公記～信長君與我～（新・信長公記〜クラスメイトは戦国武将〜）

- 2023

- LIFE2 给予者接受者（ギバーテイカー）※共同配樂：奧野大樹
- 聽我的電波吧（波よ聞いてくれ）※共同配樂：山城ショウゴ

- 2024

- Believe－為你架起的橋梁－（Believe-君にかける橋-）
- 超人力霸王雅克（ウルトラマンアーク）
- Mountain Doctor（マウンテンドクター）
- Okura～難解事件搜查～（オクラ〜迷宮入り事件捜査〜）

- 2025

- Stingers 警視廳誘餌搜查驗證室（スティンガース 警視庁おとり捜査検証室）

### 電視節目
- クローズアップ東北（2011年，NHK）
- アスリートの魂（2012年，NHK）
- 追迹！真相File（2012年，NHK）
- Ｓｐｏｒｔｓプラス（2013年，NHK）
- Mr.サンデー 片頭曲（2014年，富士電視台）
- ワールドスポーツMLB（2015年，NHK）
- 第66回NHK紅白歌合戰 開場曲「ザッツ、大みそか！」（2015年，NHK）
- 東京2020 12時間スペシャル 主題音樂（2016年，NHK）
- 旅する侍キュイジニエ 主題音樂（2020年，BS富士）
- 京コトはじめ 主題音樂（2021年，NHK）
- 阿佐ヶ谷アパートメント 主題曲「物干し台の夜」（2022年，NHK）

### 動畫
- 万能蔬菜卜卜俠（2011年）
- ROBOTICS;NOTES（2012年）※共同配樂：阿保剛、橘麻美
- 血意少年（2013年）
- DIABOLIK LOVERS（2013年）

- DIABOLIK LOVERS MORE,BLOOD（2015年）※共同配樂：紗希

- GUNDAM創戰者（2013年）

- GUNDAM創戰者TRY（2014年 - 2015年）※共同配樂：橘麻美

- 排球少年系列（2017年 - 2020年）

- 第一季（2014年）※共同配樂：橘麻美
- 第二季 Second Season（2015年）※共同配樂：橘麻美
- 第三季 烏野高中VS白鳥澤學園高中（2016年）※共同配樂：橘麻美
- 第四季 TO THE TOP（2020年）※共同配樂：橘麻美

- 戲劇性謀殺（2014年）
- 噬魂者 NOT！（2014年）
- 死亡遊行（2015年）
- Classroom☆Crisis（2015年）
- 制約之絆（2016年）
- 我的英雄學院

- 第一季（2016年）
- 第二季（2017年）
- 第三季（2018年）
- 第四季（2019年 - 2020年）
- 第五季（2021年）
- 第六季（2022年）
- 第七季（2024年）

- TRICKSTER -来自江户川乱步“少年偵探團”-（2016年）
- 光之美少女系列（2017年 - 2019年）

- 光之美少女：食尚甜心（2017年）
- 擁抱！光之美少女（2018年）
- 星光閃亮☆光之美少女（2019年）※共同配樂：橘麻美

- 舞動青春（2017年）
- 跳水男孩（2017年）※共同配樂：KOHTA YAMAMOTO
- 鋼彈創鬥者特別篇（2017年）
- 伊藤潤二驚選集（2018年）
- 強風吹拂（2018年）
- 傀儡馬戲團（2018年）
- Double Decker！刑事雙雄（2019年）
- 寶可夢 旅途（2019年）
- 勇者鬥惡龍 達伊的大冒險（2020年）
- 通靈王（2021年）
- 後空翻少年！！（2021年）
- Love All Play（2022年）
- 明日方舟 黎明前奏（2022年）
- 被勇者隊伍開除的馭獸使，邂逅了最強種的貓耳少女（2022年）※共同配樂：近谷直之、桶狭間有沙
- UniteUp!（2023年）
- 寶可夢 旅途 目標是寶可夢大師（2023年）
- 伊藤润二狂熱（2023年）
- 放學後失眠的你（2023年）
- 杖與劍的魔劍譚（2024年）
- 青之壬生浪（2024年）
- 金牌得主（2025年）
- 坂本日常（2025年）
- 我想蹺掉太子妃培訓（2025年）※共同配樂：近谷直之
- UniteUp! -Uni:Birth-（2025年）※共同配樂：近谷直之

### 電影
- 殺人草莓夜 電影版（2013年）
- 神的病歷簿2（2014年）
- 閃爍的青春（2014年）
- 王牌大騙局（エイプリルフールズ）（2015年）
- 只有我不存在的城市（2016年）
- ONE PIECE FILM GOLD（2016年）
- 青空吶喊（青空エール）（2016年）
- 光之美少女 Dream Stars!（2017年）
- KiraKira☆光之美少女 A La Mode 清脆出爐！回憶的法式千層酥！（2017年）
- 光之美少女 Super Stars!（2018年）
- 光之美少女 Miracle Universe（2019年）
- 福爾圖娜之瞳（フォルトゥナの瞳）（2019年）
- Signal_長期未解決事件搜查班 電影版（劇場版シグナル長期未解決事件捜査班）（2021年）
- 通往夏日的門扉（夏への扉）（2021年）
- 輪到你了（あなたの番です 劇場版）（2021年）
- 尼Lock（あまろっく）（2024年）※共同配樂：山城ショウゴ

### 廣告
- 京都アニメーションCM「あじさい編」（2011年）
- ソーシャルゲーム「ドラゴンタクティクス」2012-2013年冬期テレビCM（株式会社enish）

### 短片
- Starry Globe 世界をめぐる星の旅（2020年）

### 舞台
- DAZZLE第五回公演「Re:d」※共同配樂：Shusaku
- DAZZLE第七回公演「SHADOW GAME」
- DAZZLE「ASTERISK ( アスタリスク )」（2013年5月）
- DAZZLE第八回公演「二重ノ裁ク者」（2014年2月）
- BLUE Vol.03 主題曲（2015年1月）
- GYMNASTIC ART FESTA　in the dream vol.1 「 D O O R 」〜夢の中の体操芸術祭〜（2015年3月）——花園大學部份及片尾曲
- DAZZLE「キメラ CHIMERA」（2016年2月）
- DAZZLE第二十週年紀念公演「鱗人輪舞」（2016年10月）
- DAZZLE「Touch the Dark」（2017年8月）
- DAZZLE「ピノキオの嘘」（2018年4月）
- DAZZLE「SHELTER」（2019年8月）
- イマーシブシアター『サクラヒメ』～『桜姫東文章』より～（2020年1月）※共同配樂：髙木亮志、山城ショウゴ
- DAZZLE「NORA」（2020年3月）
- DAZZLE「Lost in the pages」主旋律（2023年4月）

### 體育
- 2013インターハイ男子新体操 - 青森山田 比賽用曲
- 2015 MISS POLEDANCE JAPAN 優勝 坂井絢香 比賽用曲
- 2016インターハイ男子新体操 - 宮城名取 比賽用曲

### 遊戲
- アリスオーダー（2015年）
- 超機動聯盟（2019年）
- GUNDAM BREAKER：鋼彈創壞者 MOBILE 主題曲（2019年）
- 黑潮之上（2020年）
- 崩壞學園 7週年主題曲（2021年）
- 光與夜之戀（2021年）※共同配樂：橘麻美、原田萌喜、梁丞赫、石川泰昭、Inspion等
- 春逝百年抄（2022年）※共同配樂：奧野大樹、高木亮志、福廣秀一朗、山城ショウゴ

## 其他

### CD
- 林製作所 ~音の詰め合わせ便 その1（2016.2.24）
- 林ゆうき NHK WORKS その壱（2019.3.20）
- 林ゆうき 有精卵 / My Hero Academia（2020.1.1）
- YUKI HAYASHI BEST 1&2（2020.12.16）

### 雜誌
- 文藝風象 2012年9月號
- サウンド＆レコーディング・マガジン 2014年1月号
- サウンド＆レコーディング・マガジン 2016年1月号

### MOOK
- 連続テレビ小説 あさが来た Part1

## 註腳
1. ↑  出自個人部落格（於2015關閉），來源已不可考
2. 1 2 3  出自《Anitama》2017年初的專訪
3. ↑  出自《文艺风象》2012九月號的專訪

## 外部連結
- （日語） 林ゆうきオフィシャルブログ「林音楽制作所日誌」 （页面存档备份，存于） - 林友樹個人部落格（已關閉）
- （日語） YUKI HAYASHI （林ゆうき）Official Web Site （页面存档备份，存于） - 個人官方網站
- 林友树的X（前Twitter）
- 林友树的Instagram帳戶
- 林友树的新浪微博